# Ron Vainshtein
Ron Vainshtein (* 10. Februar 1995) ist ein israelischer Eishockeyspieler, der seit 2012 bei den Maccabi Metulla Eggenbreggers in der israelischen Eishockeyliga unter Vertrag steht.

## Karriere
Vainshtein begann seine Karriere beim HC Metulla, für den er in der Spielzeit 2010/11 in der Israelischen Eishockeyliga debütierte. In seiner Debütsaison wurde er mit dem Team aus Israels nördlichster Ortschaft auf Anhieb Landesmeister. Seit 2012 spielt er für den Ortsrivalen Maccabi Metulla Eggenbreggers.

### International
Im Juniorenbereich spielte Vainshtein für Israel bei den U18-Weltmeisterschaften 2011 und 2013, wo er jeweils in der Division III spielte.
Für die Herren-Nationalmannschaft gab Vainshtain sein Debüt bei der Weltmeisterschaft 2013, als ihm mit seiner Mannschaft in der Division II der Aufstieg von der Gruppe B in die Gruppe A gelang. Auch bei der Weltmeisterschaft 2015 spielte er in der Division II. Zudem vertrat er seine Farben bei der Olympiaqualifikation für die Winterspiele 2018 in Pyeongchang.

## Erfolge und Auszeichnungen
- 2011 Israelischer Meister mit dem HC Metulla
- 2013 Aufstieg in die Division III, Gruppe A, bei der U18-Weltmeisterschaft der Division III, Gruppe B
- 2013 Aufstieg in die Division II, Gruppe A, bei der Weltmeisterschaft der Division II, Gruppe B